# Clues
Clues is een indierockband uit Montreal, Canada, opgericht door Alden Penner, Brendan Reed en Bethany Or. Nadat Or de band verliet vulden Ben Borden, Lisa Gamble en Nick Scribner de line up van de band aan.

## Biografie
Penner speelde aanvankelijk in The Unicorns en Reed in Arcade Fire en richtten samen de band op in 2007. Hun eerste optreden volgde op Pop Montreal. In 2008 toerden ze voor het eerst door Europa, onder andere op het Le Guess Who? Festival in Utrecht. In mei 2009 kwam hun eerste album uit, waarna ze een uitgebreide Amerikaanse tournee deden. In het najaar van 2009 volgde hun tweede Europese tour, wederom op Le Guess Who? met betrekking tot de Nederlandse show.

## Discografie

### Studioalbum
- Clues (2009)